# Centre cardio-thoracique de Monaco
Le centre cardio-thoracique de Monaco (CCM) est un hôpital qui se spécialise dans les maladies cardiovasculaires et thoraciques.

## Histoire
Imaginé en 1978, le centre cardio-thoracique de Monaco a ouvert ses portes en avril 1987. Avec le soutien des autorités monégasques, le CCM a été conçu pour répondre au manque de lits dans les départements cardiologie de la région Provence-Alpes-Côte d'Azur, mais aussi pour offrir aux patients du pourtour méditerranéen un établissement à la pointe de la technologie.
Le centre cardio-thoracique participe régulièrement à diverses actions humanitaires en ouvrant ses portes et son équipement aux équipes bénévoles. Le centre cardio-thoracique de Monaco est le premier centre européen de référence Siemens en médecine cardio-vasculaire.